# Resolució 1003 del Consell de Seguretat de les Nacions Unides
La Resolució 1003 del Consell de Seguretat de les Nacions Unides fou adoptada el 5 de juliol de 1995. Després de reafirmar les resolucions sobre la situació a l'antiga Iugoslàvia, en particular les resolucions 943 (1994), 970 (1995) i 988 (1995), el Consell va prendre nota de les mesures adoptades per la República Federal de Iugoslàvia (Sèrbia i Montenegro) per mantenir el tancament de la frontera amb Bòsnia i Hercegovina i, per tant, estendre la suspensió parcial de sancions contra Sèrbia i Montenegro per uns altres 75 dies fins al 18 de setembre de 1995.
Es va observar que la frontera va romandre tancada, excepte per l'ajuda humanitària i els esforços de Sèrbia i Montenegro en aquest sentit. El Consell va subratllar la importància que atorgava a la no prestació de l'assistència militar a les forces dels serbis de Bòsnia. Al mateix temps van ser benvinguts els procediments simplificats adoptats pel Comitè establert en la resolució 724 (1991), relatius a les sol·licituds d'assistència humanitària legítima i transbord al riu Danubi.
Actuant en virtut del Capítol VII de la Carta de les Nacions Unides, les sancions internacionals imposades a Sèrbia i Montenegro es van suspendre fins al 18 de setembre de 1995. La resolució també cridava al reconeixement mutu entre els estats de l'antiga Iugoslàvia, i que seria un primer pas important en el procés el reconeixement entre Bòsnia i Hercegovina i Sèrbia i Montenegro. La situació continuaria sent objecte de revisió pel Consell de Seguretat.
La Resolució 1003 va ser adoptada per 14 vots a favor, cap en contra i l'abstenció de Rússia.